# 큰저빌
큰저빌(Rhombomys opimus)은 황무지쥐아과에 속하는 설치류의 하나이다. 큰저빌속(Rhombomys)의 유일종이다. 중앙아시아에서 널리 발견된다.

## 특징
큰저빌은 저빌 중에서 가장 크며, 머리부터 몸까지 몸길이가 15~20cm이다. 두개골은 독특하게도 각각의 앞니에 두 개의 홈이 나 있다. 큰 앞발로 굴을 판다.

## 분류학
서구의 설치류 분류학계에서 상당히 무시되었던 큰저빌은 주로 다른 박테리아와 바이러스의 숙주가 되거나 전염시키기 때문에 미국 동물학자 치즈먼(Sarah Cheeseman)의 연구 이후, 1960년대는 일반적인 저빌과 다른 별도의 종으로 간주되었다.

## 분포 및 서식지
큰저빌은 건조 서식지와 모래 또는 점토 사막에서 주로 서식한다. 투르크메니스탄과 카자흐스탄, 몽골, 중국, 파키스탄, 아프가니스탄, 이란에서 발견된다.

## 생태 및 습성
큰저빌은 가족 집단 속에서 생활하며, 한 가족당 하나의 굴을 차지한다. 굴은 둥지와 먹이 저장소를 위해 별도의 방에 상당한 크기가 될 수 있다. 큰저빌은 겨울 동안에 상당히 오랫동안 굴 속에서 시간을 보내지만, 겨울잠을 자지는 않는다. 주로 주행성 생활을 한다. 먹이는 주로 식물이다. 무리 생활을 자주 하며, 수명은 2~4년이다. 복잡한 굴 구조는 굴에서 제거한 흙 때문에 뚜렷한 형태로 나타나며, 항공 사진과 위성 사진을 통해 지도를 그릴 수 있다. 큰저빌은 선페스트를 일으키는 박테리아인 페스트균과 큰리슈만편모충을 매개하는 동물로 알려져 있으며, 인수공통감염병 피부리슈만편모충증의 병원체이다.